# Biserica Sfântul Ierarh Nicolae din Rasa

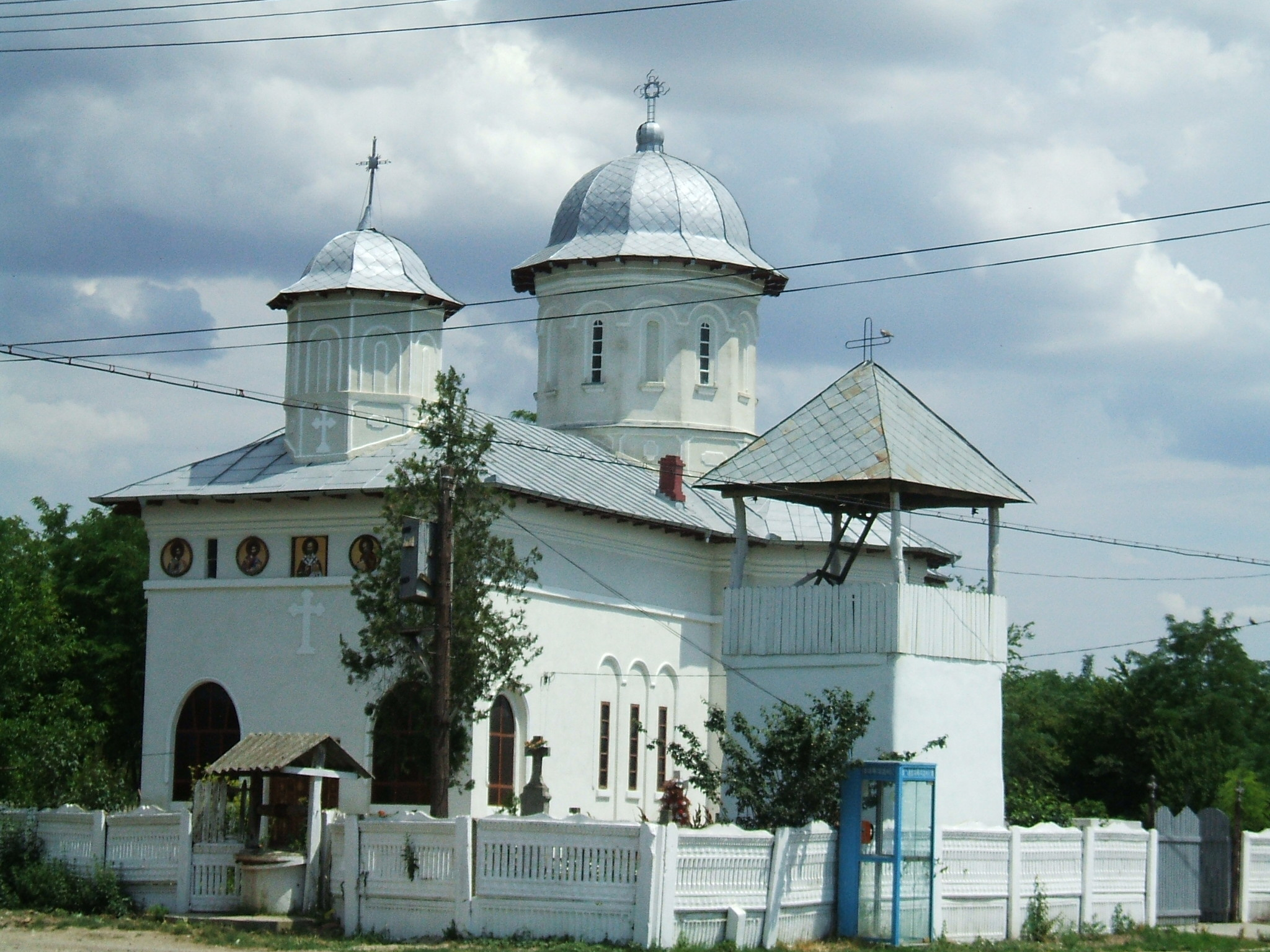
Biserica din Rasa, in 2007

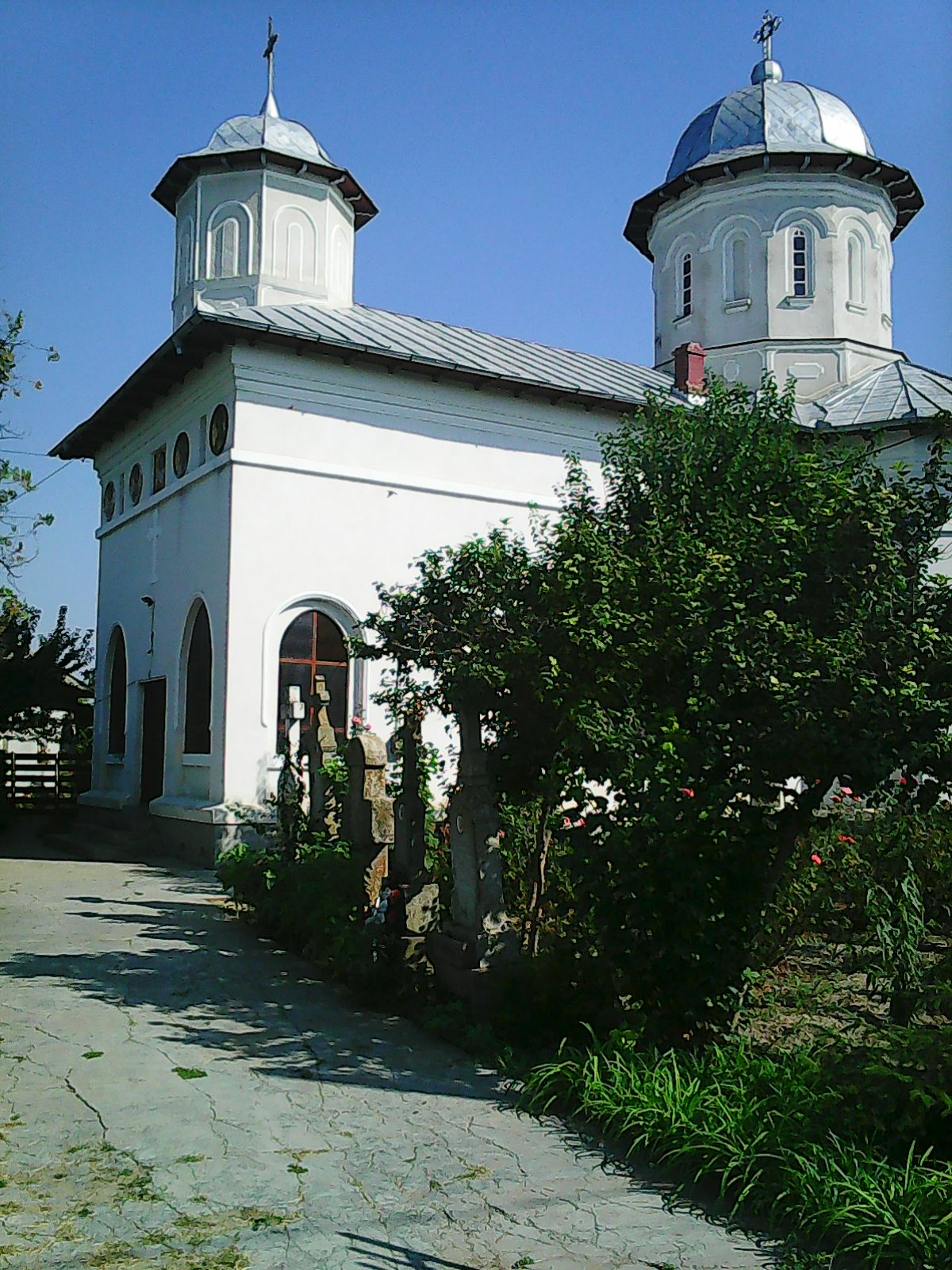
Biserica din Rasa in 2014

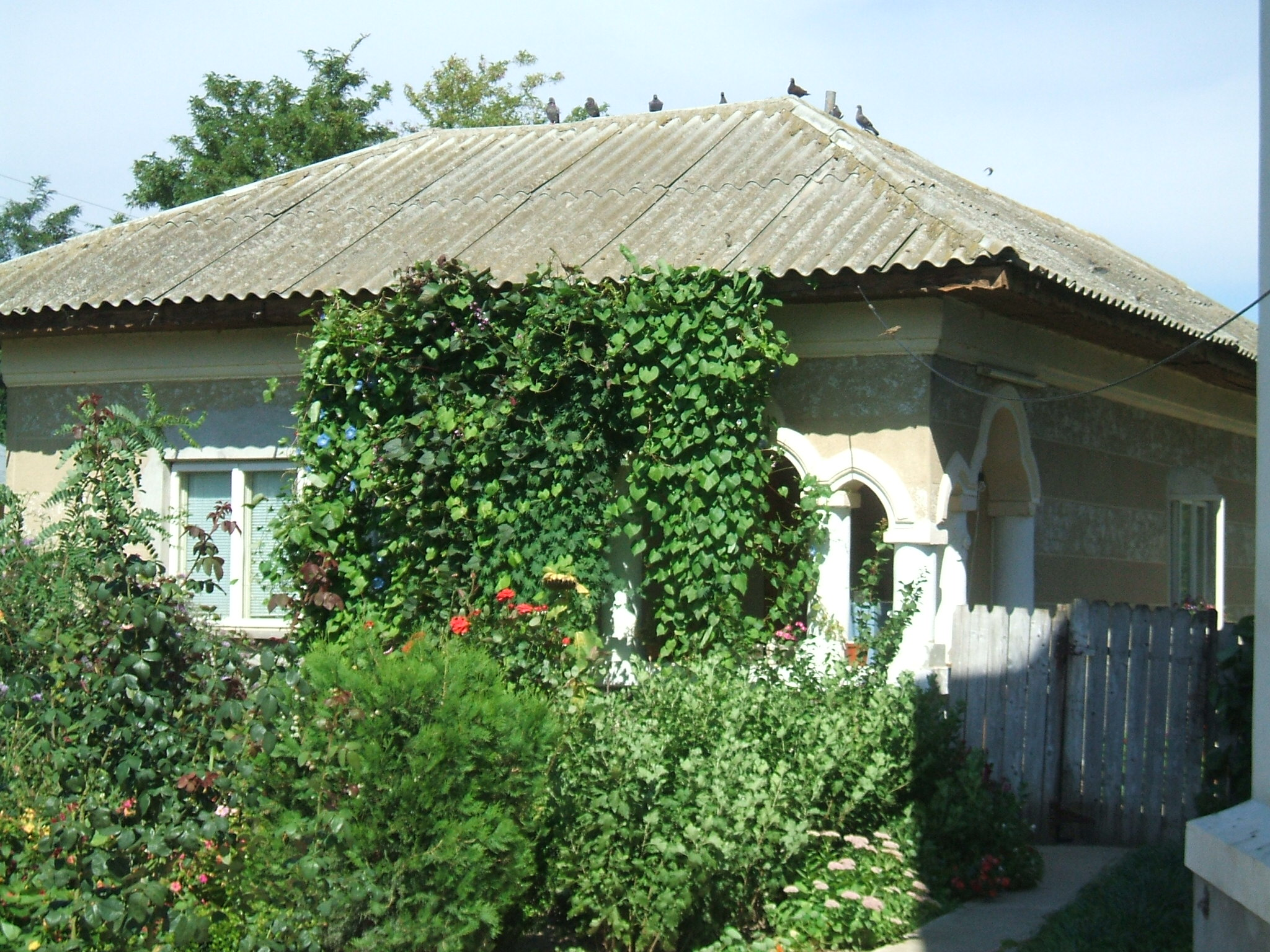
Casa parohiala

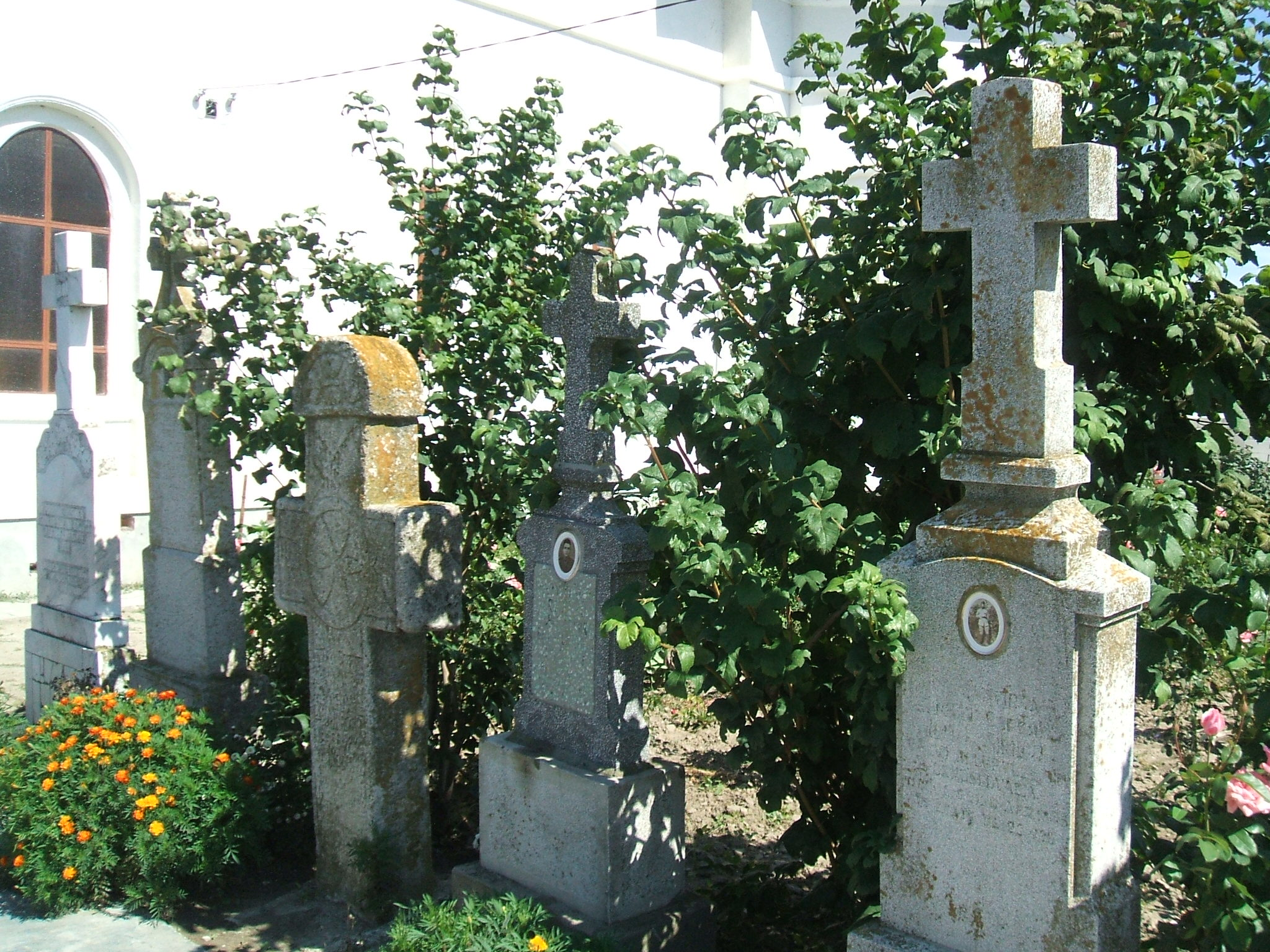
Cruci ale unor eroi din Al Doilea Razboi Mondial, in curtea bisericii

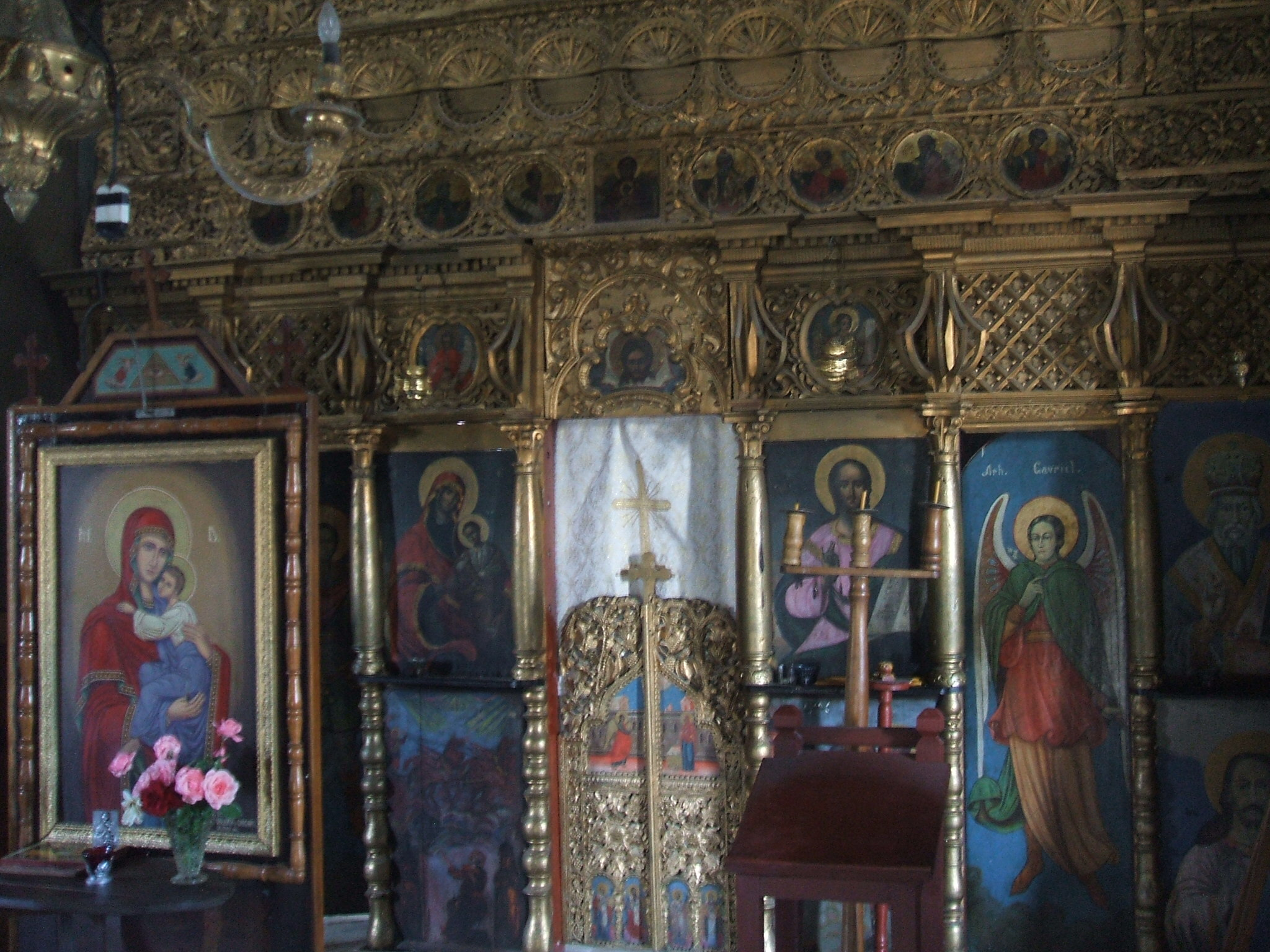
Iconostasul si altarul bisericii

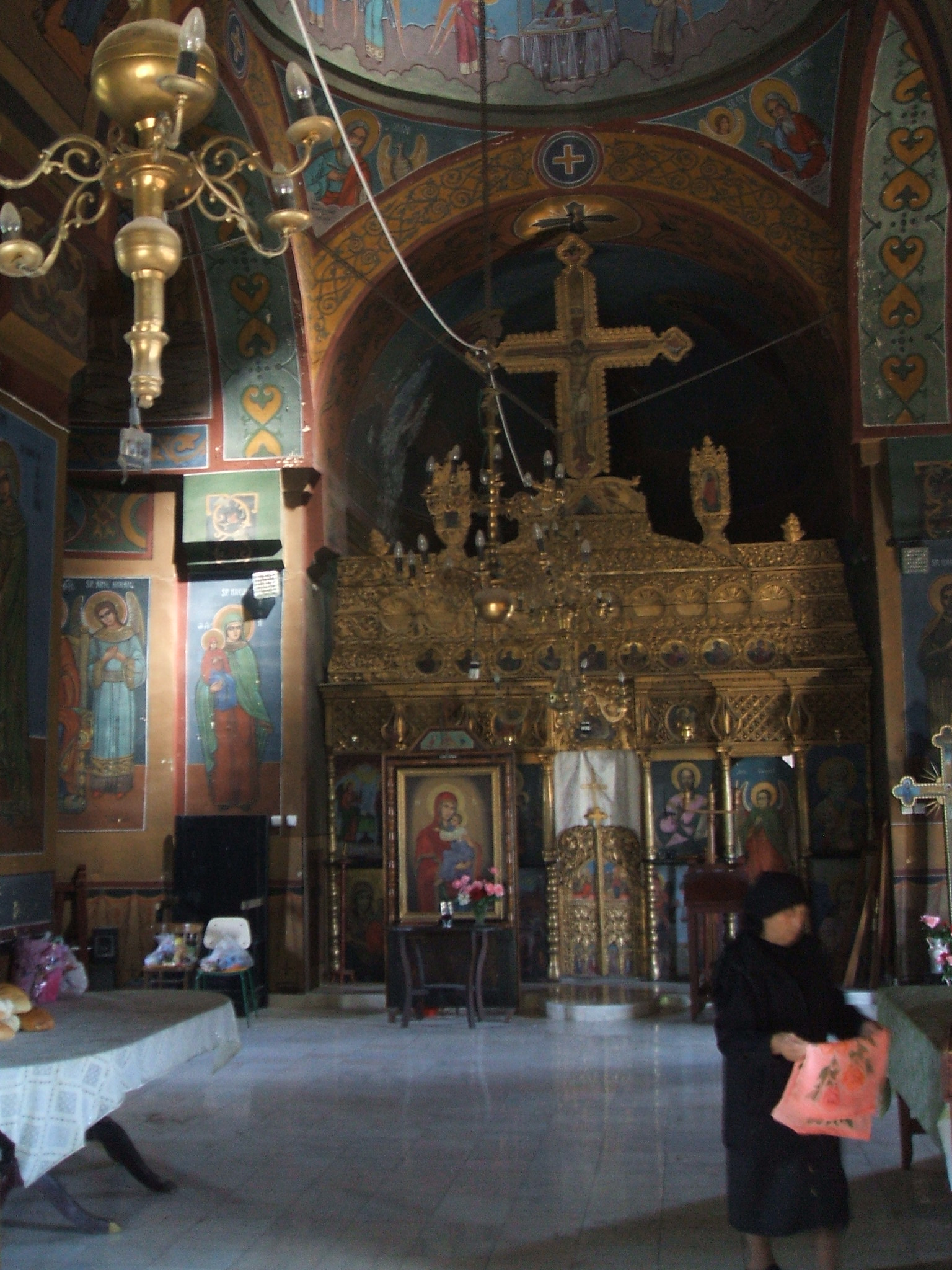
Interiorul bisericii

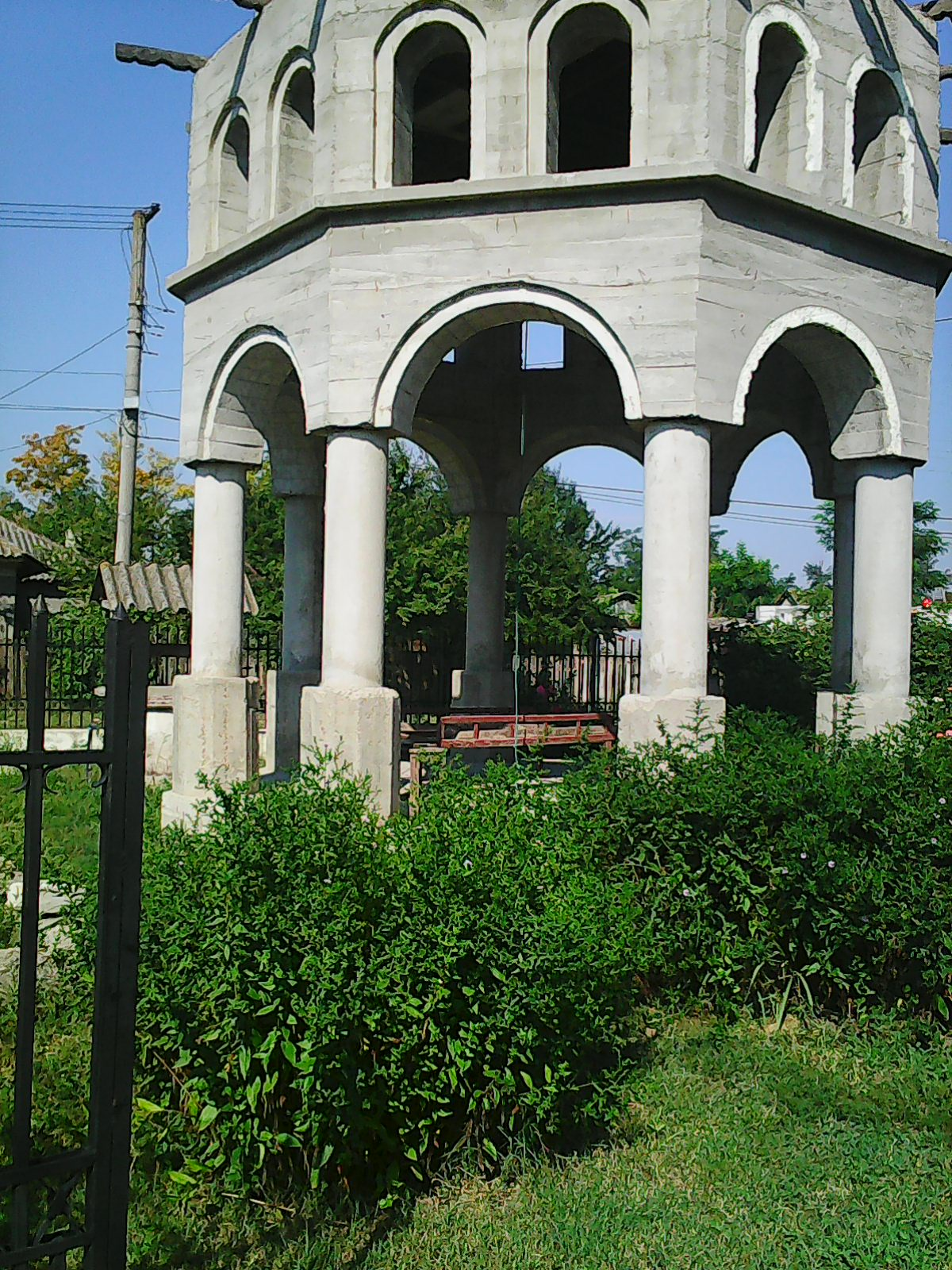
Clopotnita bisericii, in 2014

Biserica "Sfântul Ierarh Nicolae" din satul Rasa, comuna Grădiștea, județul Călărași, a fost construită din cărămida între anii 1936 – 1937, prin contribuția financiară a enoriașilor. Actuala construcție a înlocuit, pe același amplasament, o biserică mai veche, din paianță, datând din secolul al XIX-lea, de la care a preluat catapeteasma.
Pictura interioară a fost realizată în anul 1954, când preotul paroh era Dumitru Mihăilescu (vezi foto).
Biserica este inclusă pe lista monumentelor istorice a județului Călărași, pe aceeași lista aflându-se și o cruce de piatra datând din secolul al XVIII-lea și aflată în curtea bisericii.
În ultimele două decenii biserica a fost supusă unor mici lucrări de renovare, absolut necesare: înlocuirea tablei de pe acoperiș, înlocuirea podelei vechi din lemn cu una nouă, din marmură, etc. De asemenea, clopotnița veche a fost înlocuită cu una nouă, din beton (neterminată încă, 2014).
Parohia Rasa este inclusă în Protopopiatul Călărași, subordonată la rândul său Episcopiei Sloboziei și Călărașilor.